# Fraternité (journal béninois)
Ne doit pas être confondu avec Fraternité Matin.
Fraternité est un quotidien béninois d’informations et d’analyses du groupe de presse Fraternité et basé à Cotonou.

## Histoire
Fraternité est fondé en 1999. C'est un quotidien privé. Il est l'un des quotidiens les plus lus au Bénin. Accessible sur Internet, il reste difficile d'avoir des informations sur le quotidien et sur son personnel.

## Description
Le quotidien Fraternité accorde une grande place aux régions du Nord Bénin.